# Герб Шумського району
Герб Шумського району — офіційний символ Шумського району, затверджений 25 березня 2008 р. рішенням сесії районної ради.

## Опис
Срібний щит перетятий нитяним срібно-чорним поясом, загостреним в середині донизу; у верхній частині — червоний розширений хрест, у нижній — чорна підкова ріжками догори.